# Брястовец
Брястовец (болг. Брястовец) — село в Бургасской области Болгарии. Входит в состав общины Бургас. Находится примерно в 19 км к северу от центра города Бургас. По данным переписи населения 2011 года, в селе  проживало 290 человек.

## Население
| Год     | 1934 | 1946 | 1956 | 1965 | 1975 | 1985 | 1992 | 2001 | 2011 |
| ------- | ---- | ---- | ---- | ---- | ---- | ---- | ---- | ---- | ---- |
| Жителей | 950  | 958  | 823  | 688  | 431  | 374  | 326  | 311  | 290  |

| Национальность  | Человек | Процент |
| --------------- | ------- | ------- |
| болгары         | 207     | 76,95%  |
| турки           | 54      | 20,07%  |
| другие          | 3       | 1,12%   |
| не определились | 5       | 1,86%   |
| Всего ответов   | 269     |         |

|  |